# Hinrich Springer
Hinrich Andreas Theodor Springer (* 13. März 1880 in Altona; † 25. Januar 1949 in Bendestorf) war ein deutscher Druckereibesitzer und Verleger.

## Leben
Springer, Sohn eines Musiklehrers, stammte aus Altona. Er absolvierte eine Setzerlehre und Wanderjahre als Gehilfe. Am 2. Mai 1908 heiratete er Ottilie Müller aus Hamburg, mit der er vier Jahre darauf den gemeinsamen Sohn Axel Springer bekam. 1909 wurde Hinrich Springer Teilhaber der 1789 gegründeten Altonaer Buchdruckerei Hammerich & Lesser, die ab 1912 die Wochenzeitung Altonaer Bürgerzeitung verlegte. Nachdem er den Mitinhaber der Druckerei ausgezahlt hatte, begann er 1924 mit der Herausgabe der erfolgreichen Tageszeitung Altonaer Nachrichten (später Hamburger Neueste Zeitung). Nach Beginn des Zweiten Weltkriegs wurde 1941 die Tageszeitung eingestellt, 1944 schließlich der gesamte Verlagsbetrieb. Das Verlagsgebäude in der Königstraße wurde zerstört, ebenso Springers Haus in der Elbchaussee. Hinrich Springer lebte danach zurückgezogen in seinem Haus in Bendestorf, wo er 1949 nach längerer Krankheit starb. Er wurde auf dem Flottbeker Friedhof begraben.